# Flepe lateral palatal sonoro
O flepe lateral palatal sonoro é um tipo raro de som consonantal, utilizado em algumas línguas faladas. Não há nenhum símbolo dedicado no Alfabeto Fonético Internacional que represente este som. No entanto, o símbolo para uma aproximação lateral palatina com um breve denotando ⟨ʎ̆⟩ extra-curto pode ser usado.

## Características
- Seu modo de articulação é tepe ou flepe, o que significa que é produzida com uma única contração dos músculos de forma que um articulador (geralmente a língua) é lançado contra outro.[1]
- Seu local de articulação é palatino, o que significa que é articulado com a parte média ou posterior da língua elevada ao palato duro.[1]
- Sua fonação é expressa, o que significa que as cordas vocais vibram durante a articulação.[1]
- É uma consoante oral, o que significa que o ar só pode escapar pela boca.[1]
- É uma consoante lateral, o que significa que é produzida direcionando o fluxo de ar para os lados da língua, em vez de para o meio.[1]
- O mecanismo da corrente de ar é pulmonar, o que significa que é articulado empurrando o ar apenas com os pulmões e o diafragma, como na maioria dos sons.[1]

## Ocorrência
As línguas Iwaidja e Ilgar da Austrália possuem um retalho lateral palatino, bem como retalhos laterais alveolares e retroflexos. No entanto, o retalho palatino não demonstrou ser fonêmico; em vez disso, pode ser uma sequência /ɺj/.
| Língua | AFI       | Significado | Notas                                           |
| ------ | --------- | ----------- | ----------------------------------------------- |
| Ilgar  | [miʎ̆arɡu] | Miʎ̆arɡu     | É um nome próprio, pode ser uma sequência /ɺj/. |